# Spare Parts
Spare Parts – drugi album angielskiego zespołu Status Quo.

## Lista utworów
| 1.  | „Face Without a Soul” (Rossi/Parfitt)                    | 3:08  |
|     |                                                          |       |
| 2.  | „You're Just What I Was Looking for Today” (Goffin/King) | 3:50  |
|     |                                                          |       |
| 3.  | „Are You Growing Tired of My Love?” (King)               | 3:37  |
|     |                                                          |       |
| 4.  | „Antique Angelique” (Lancaster/Young)                    | 3:22  |
|     |                                                          |       |
| 5.  | „So Ends Another Life” (Lancaster)                       | 3:12  |
|     |                                                          |       |
| 6.  | „Poor Old Man” (Rossi/Parfitt)                           | 3:36  |
|     |                                                          |       |
| 7.  | „Mr. Mind Detector” (King)                               | 4:01  |
|     |                                                          |       |
| 8.  | „The Clown” (Young/Lancaster/Nixon)                      | 3:22  |
|     |                                                          |       |
| 9.  | „Velvet Curtains” (King)                                 | 2:56  |
|     |                                                          |       |
| 10. | „Little Miss Nothing” (Rossi/Parfitt)                    | 2:59  |
|     |                                                          |       |
| 11. | „When I Awake” (Lancaster/Young)                         | 3:49  |
|     |                                                          |       |
| 12. | „Nothing at All” (Lynes/Young/Lancaster)                 | 3:52  |
|     |                                                          |       |
|     |                                                          | 41:44 |
|     |                                                          |       |

## Twórcy
- John Coghlan – perkusja
- Alan Lancaster – gitara basowa, gitara, śpiew
- Roy Lynes – organy, śpiew
- Rick Parfitt – gitara rytmiczna, keyboard, śpiew
- Francis Rossi – gitara prowadząca, śpiew